# Aú
L'Aú è uno dei movimenti acrobatici più comuni all'interno di una roda di capoeira: si tratta sostanzialmente di una ruota laterale molto simile a quelle della ginnastica artistica, tuttavia nell'aú lo sguardo non è rivolto alle mani ma all'avversario, le braccia sono piegate e il movimento è fatto ruotando insieme busto e bacino. Durante il movimento le gambe possono essere tenute raccolte (utile per difendersi) o distese (più coreografico e utile anche per attaccare di sorpresa). Sostanzialmente, si mettono le mani a terra e si sollevano i piedi in alto, per concludere di nuovo in piedi.
In genere l'aú viene effettuato all'inizio o alla fine della roda. È noto anche come estrela.

Tipi di aú
Aú Aberto (aú aperto)
Aú Fechado (aú chiuso)
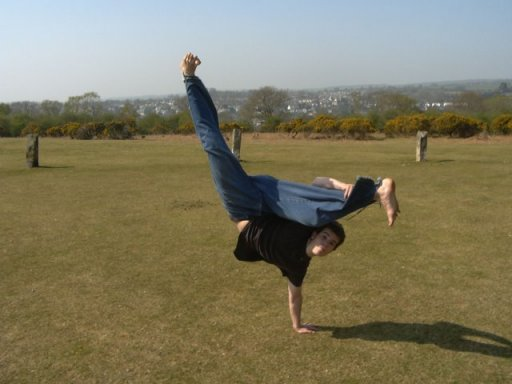
Aú Batido (aú "battuto")